# 东西湖围垦工程
东西湖围垦工程是位于湖北省武汉市东西湖区的一项围垦工程。包含全长59.59公里（含筑堤53.57公里及柏泉山地公路6.02公里）的东西湖大堤及位于李家墩的闸站等设施。工程建成后，东西湖境内汛期不再为洪水所淹没，大片湿地开垦为田亩，此后武汉市在境内广设农场，奠定了今日东西湖区的发展基础。

## 堤防概况
大堤起自汉口西北部张公堤三金潭段（今武汉三环线及岱黄高速三金潭互通附近），经过张家墩（今将军路街道）、大李家墩（今金银湖街道李家墩社区）、石头埠（今柏泉街道柏泉山以北）、北泾嘴及东山（今东山街道），沿沦河经辛安渡（今辛安渡街道），最终在新沟（今新沟镇街道）接汉江干堤。东西湖区几乎全境皆在堤防之内。

## 早期历史

### 湖淌低地
在清末，约四分之三的东西湖区境属汉阳县管辖，剩余区境分属汉川县、黄陂县、孝感县。区境内早期多为湖淌地带，每至汛期，境内洪水汹涌、河湖联通，放眼望去汪洋一片；每至旱季，境内沼泽广布、钉螺横生，血吸虫病泛滥不绝。在中华民国成立初期，当地农民只能在今汉丹铁路沿线、东湖与西湖之间的高地上开垦播种。

### 建堤修垸

#### 早期的筑堤活动
乾隆9年（1744年），在当时隶属孝感县的辛安渡地区，锺、严、郭、戴四姓氏集资兴建了“兴盛垸”，此后该地区其他聚落皆效仿筑堤。依据《夏口县志》记载，截至民国9年（1920年），在东西湖地区便存在有多个民间兴修的堤防设施。诸如舵落口附近的长安垸、长乐垸；柏泉附近的中墩堤垸、高姓古堤；降龙庙附近的永丰堤；地区中其他位置的义和垸、同兴垸、三堡垸、自新垸等。

#### 平城垸

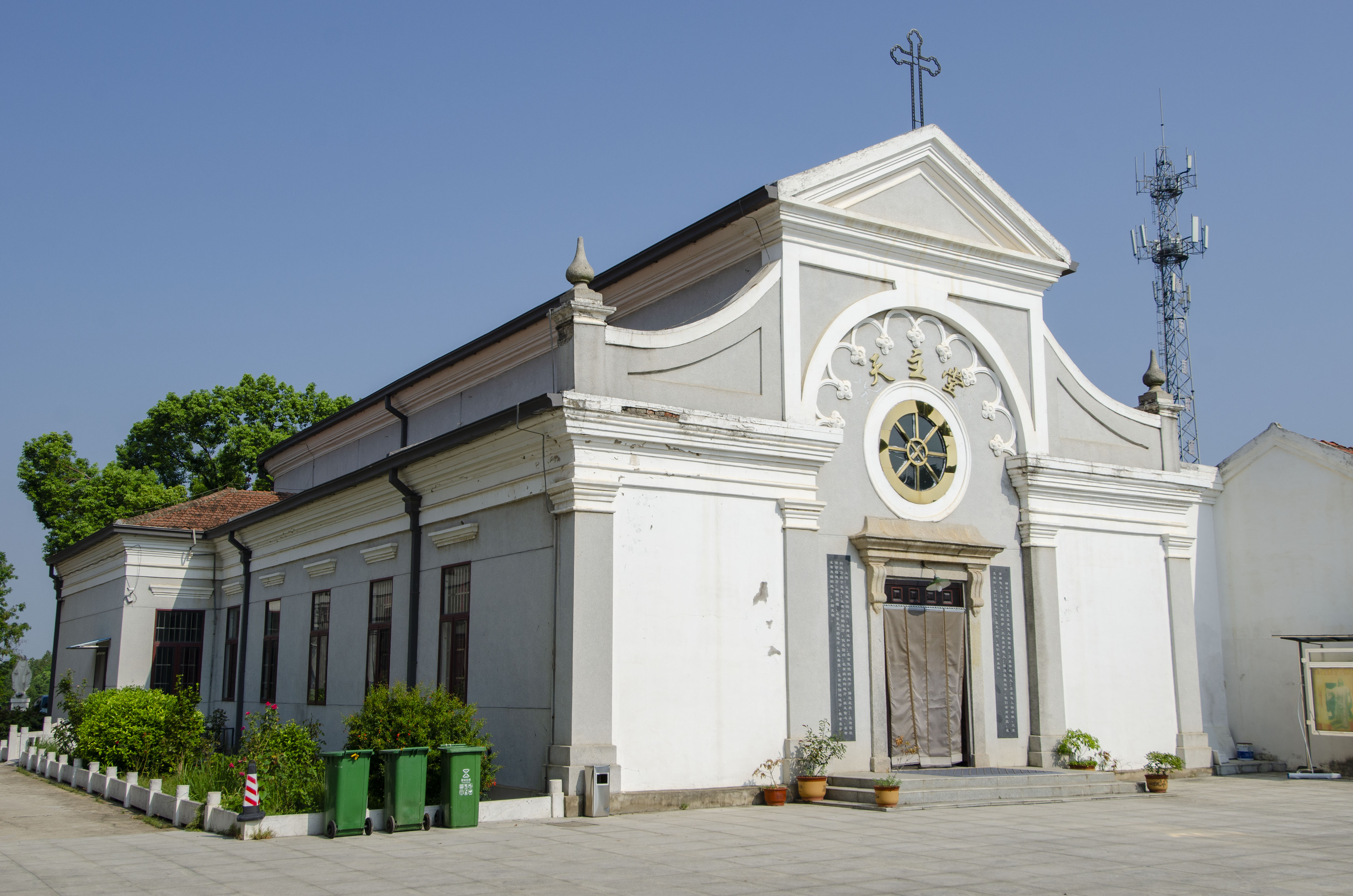
修于清末的柏泉天主堂。此天主堂所在的柏泉地区为一处岗岭，因此毋须修堤

部分文献将兴修平城垸视作第一次汉城垸计划。清末民初，巨龙岗乡绅密昌墀倡议修建此堤防彻底解决水患。在川汉铁路汉宜段兴修后，密昌墀计划借助川汉铁路路基及张公堤的一部分堤防，自岱家山金潭银潭，迄至辛安渡，在此之间修筑圩堤将整个东西湖地区环绕。
该工程以柏泉为界分为东西两段，东段自海口（今硚孝高速金山大道海口立交附近）起，经过严家渡（今金银湖街道严家渡社区一带）至柏泉上湾（今柏泉街道茅庙集附近）；西段自石头埠起，经彭家湾、巨龙岗、枯河口、谢家台最终到达辛安渡。密昌墀为兴修此堤向四处集资，最终筹得钱财：修堤受益的大户乡绅垫付一部分、当地公益会支援一部分、当地商会资助一部分、慈善团体募捐筹得一部分、夏口县府方津贴拨款一部分。
民国7年（1918年）秋堤防西段正式开始兴建，至翌年（1919年）夏季，西段26米高的堤防基本完工（即西湖垸）。但当年夏季汉江北岸大堤在钟祥附近溃坝，汉江的洪峰临抵平城垸时比堤防还高出1—2米，西湖垸难以抵挡，是而被冲毁。

#### 汉城垸
部分文献将此度视作第二次汉城垸计划。民国23年（1934年），密昌墀的学生、汉阳县北乡（今三店）乡绅李介侯与当地乡绅联名上书湖北省政府请求新建汉城垸。省府遂报请全国经济委员会拨款16万元，要求江汉工程局督办相关修堤事宜。
该工程仍以柏泉为界分为东西两段，东段起点改在姑嫂树接入张公堤，并经李家墩、塔尔头，最终到达柏泉花果园；西段大体与平城垸堤线相同，只是石头埠之后经由自彭家湾改为罗湾。工程自民国23年（1934年）10月开始动工，预计用5个月时间修建，但是工程推进半途款项便耗尽。工程陷入拮据的同时，民国24年（1935年）夏季又遭大水，汉江上游再次决堤，汉城垸遭冲毁。
民国33年（1944年），当地乡绅请示汪精卫政府下的湖北省府复工汉城垸，省府遣人勘测后认为“修筑汉城垸一利十害”最终放弃建造；民国34年（1945年）11月省府又一次计划，却因款项无法筹措而放弃。

#### 川汉铁路以南汉江以北
民国13年（1924年）末，汉口士绅租用玉带门站至新沟一段24千米长的川汉铁路路基改建为公路。民国16年（1927年）公路又延长至辛安渡。民国17年（1928年）湖北省建设厅将这段公路收归省有，并筹划修建汉宜公路。民国24年（1935年）大水之后，国民政府“以工代赈”由江汉工程局督办兴修汉江干堤，此后现区境内川汉铁路路基（今汉丹铁路）至汉江间的区域彻底摆脱洪水。

### 民不聊生
由于两次修堤皆功亏一篑，东西湖地区大部仍面临洪水汹涌及血吸虫病的隐患。根据1949年对地区内村湾所做的调查，地区内存在人口流失现象：柏泉东湖葫芦畈一带的48处村落，仅在1939至1949年间便死绝32处；血吸虫病重疫区内，1925年尚有村湾289处（10469户，49596人）；至1949年时绝户1567户，死亡8601人，逃荒556户；136处村湾消失。1956年对柏泉、径河、养殖、三店等地居民进行血吸虫病调查，阳性率达61.86%；东西湖湖区血吸虫病患病率达80%，死亡率达10%。

## 勘察设计

### 提议与勘察
1949年10月及12月，孝感县人王寿甫两次致信湖北省人民政府请求修复被洪水冲垮的汉城垸。中南军政委员会遂在1950年8月要求长江水利委员会及长江委下辖中游工程局对东西湖地区做查勘工作。长江委随即开始派队查勘，并在黄江口、黄花涝等地设有站点监测水文信息。1952年8月，长江委结合此前监测成果，向上级单位呈送《东西湖蓄洪垦殖意见书》，书中认为东西湖地区可以在大水时蓄洪，在不蓄洪之时可以用作田亩。中华人民共和国水利部曾将东西湖蓄洪垦殖工程列入第一个五年计划，但后因经费不足未能实际实施。
1953年，长江委基于《意见书》又作成《东西湖蓄洪垦殖任务书》，将东西湖蓄洪垦殖工程的方案具体化。翌年，长江委中游工程局制定《江汉下游北岸地区水利综合开发工程轮廓规划书》。该规划书中不仅将东西湖蓄洪垦殖工程列入，并且对东西湖大堤的走向、闸站设置、工程合理性进行了探讨。1954年4月5日，湖北省水利厅要求武汉市水利局负责东西湖蓄洪垦殖工程设计。
1955年12月，长江水利委员会编制了《武汉市附近湖泊区防洪排渍方案》，其中第三编以“东西湖蓄洪垦殖工程”为题阐释“蓄洪与垦殖并重”这一方针，并详细列举有关数据。1956年10月，武汉市水利局被湖北省水利厅指定举办东西湖蓄洪垦殖工程，同月市水利局编成《东西湖垦殖区防洪排渍工程设计任务书》经湖北省人民委员会审阅后交国务院批复。
工程方案报送至国务院后，周恩来与毛泽东皆认可围垦兴办农场工程的实施必要，毛泽东还说：“全国城市有如此大的农场，武汉要算第一了”。1957年6月，东西湖围垦工程被列入第二个五年计划，中央政府投资人民币3800万元用于防洪排涝及围垦办场；8月，水利部将东西湖围垦工程列入湖北省重点水利工程。10月31日，中共湖北省委、湖北省人民委员会联合发布《关于东西湖围垦的联合通知》宣告工程开启，11月15日工程正式动工。

### 东西湖大堤的勘察设计
1956年初，武汉市水利局同长江委、省水利厅、孝感专区、汉阳县、汉川县等单位对东西湖地区进行再次查勘，查勘后各方达成共识如下：
1. 东西湖一旦围垦，发展可能巨大。除非遇上规模在1954年长江洪水及其以上的洪水、武汉事态危急不得不分洪时，东西湖大堤才有必要开闸蓄洪；否则东西湖地区不可轻易蓄洪。因此建议将工程名“东西湖蓄洪垦殖工程”改为“东西湖垦殖区防洪排渍工程”。
2. 东西湖大堤堤线原计划走向为自姑嫂树起，经大李家墩、捷泾河（今府澴河河道）到辛安渡、后经汉宜公路（今汉丹铁路）至舵落口，新的计划里走向为自三金潭起，经大李家墩、捷泾河到辛安渡，后与府河堤接续至新沟终到汉江干堤。
3. 东西湖大堤的防洪功能以1954年大水武汉关水位29.73米为准，相当于苏联二级堤防的标准；沿线闸站在长江枯水季能排出堤内高程20.5米以上的渍水为准。

1956年8月，武汉市成立东西湖围垦工程筹备处，11月湖北省成立东西湖围垦工程筹备委员会。12月，省筹委会办公室抽调160余人对大堤工程进行踏勘并作出相关设计报送省、市。1957年8月水利部批复工程时，正式同意工程改名“东西湖垦殖区防洪排渍工程”。

#### 筑堤方案的讨论
水利部虽然批复了工程，但是指出堤坝依据29.73米水位设计的标高过高，指示应按照长江十年一遇洪水的标准重新设计。1957年8月中旬省水利厅与农业厅、武汉市水利局和城建部武汉市政工程设计院召开会议对此进行讨论，会后一致认为水利部指示的标准过低，此标准与一般民垸相同，并不适用于东西湖在围垦后应有的地位与价值，因此建议改为按照1931年大水期间28.28米水位重新设计。湖北省将此意见上报国务院，最终国务院同意了该建议。10月8日，湖北省人民委员会第三十次全体会议正式批准此高度设计方案。另外在堤线方案上，原有3个方案提供比选，但武汉市城市建设委员会和卫生局坚持第一方案建设，最后省委同意此选线方案。

### 闸港的勘察设计
《东西湖垦殖区防洪排渍工程设计任务书》中，规划在李家墩附近全域最低洼处修建闸站用于排出渍水，技术标准以1950年京汉铁路二道桥水位曲线为准。1954年的《东西湖蓄洪垦殖工程》中确立了在李家墩建设闸站的规划，同时新开渠道与既有东湖港道衔接与径河联通。另外借助马投潭丘陵及跑马岗高地筑起渍水围堤。1955年6月，长江水利委员会勘察后做出规划：东西湖地区渍水以大李家墩排水闸为出口，以径河螺港为主干。对于原有汉宜公路汉江干堤之间的区域也做出了规划：原通向府河的出水口保留原貌，余下部分经顺港改排入西湖；新沟至走马岭的地面水排入西湖，走马岭至舵落口的地面水排入东湖。

## 动工兴建

### 行政组织与建设筹备

#### 行政组织
在1957年10月8日的湖北省人民委员会第三十次全体会议上，湖北省东西湖围垦工程指挥部正式批准成立，总部一开始设在姑嫂树，后在1958年4月迁入大李家墩，8月3日大堤验收后撤销。同时，在1957年12月2日，中共武汉市委在指挥部设立中共湖北省东西湖围垦工程委员会，1958年7月10日大堤竣工后撤销；期间在1958年2月21日后还设有中共湖北省东西湖围垦工程监察委员会。

#### 人员与物料筹备
在物料方面，早在1957年初之前，武汉市供销土产经理部便在各省购得楠竹、芦席、油毡、铁丝等生活及建设物料。为运送这些物料，1957年初武汉交通运输局成立支援小组，用木船与卡车将物资送至指定地点。为保障工地的施工、生活需求，各地方指挥部加紧搭建工棚等生活设施，武汉市百货、餐馆、邮政等单位也进驻工地设点经营；为保障工地的卫生安全，湖北省与武汉市在各医学院、医院抽调医务人员进驻，并成立工地医院准备每日为干部与工人巡诊。
在人员方面，1957年8月水利部批复工程后，湖北省旋即决定号召黄冈、孝感两地区共计18县的民工以及武汉市的干部、学生、解放军参与围垦工程。此间省长张体学要求地、县、区、乡、社、队各级单位副职干部亲自带队参与建设以保证工程正常推进。湖北省人民委员会第三十次全体会议上，与会干部也响应张体学的号召，在施工中做到每人7立方米土的工作量。10月22日，武汉市人民委员会发布《关于发动全市机关团体支援东西湖围垦工程的决定》动员组织各级干部群众达5万人参与建设。此后各市县居民纷纷响应号召前来工地，武汉市的一些机关、工厂的干部也决定带队前来；解放军武汉驻军得知消息后也成立以少将郑大林为负责人的指挥机构，孝感驻军也曾数次要求参与建设会战。在1957年12月，河南省动员省内10县民工7万余人前来支援。

### 东西湖大堤的建设
总指挥部原定的开工日期为1957年12月1日，但由于11月8日武汉市第一批各级支援劳力3000余人便已经到达工地，至14日又已多次申请提前开工，指挥部遂决定开工日期提前至15日，当日上午，这3000人在三金潭举行奠基仪式。开工后各地支援劳动力纷纷赶到，至24日已有6.2万余人在工地上劳动，逮至原定的12月1日开工日期时，各段工地已经全线开工，同时河南省动员的7.6万劳力也赶至工地，部分湖北民工是而回乡参与其他的农田水利建设。至12月中旬，共有12万人在工地上参与劳动。为赶在1958年洪水季前完工，即使在1958年春节期间，工地上依然有7万余人留守参与建设。至1958年3月10日，大堤已经完成80%，同时开封地区支援的大堤外防浪林所需11万株柳树苗也在15日前送至工地。1958年4月7日，大堤工程已基本完成，10日堤防工程全部结束。
在1958年4月10日工程结束后，所有河南支援民工以及大部分湖北民工已经回乡参与春耕，但此时大堤沿线19处地方出现险情，部分险段屡次加土培修屡次坍塌。此后武汉市又号召1.2万余人再次开进工地进行抢修工作，自4月起培修3个月，至1958年7月10日全部完工。

### 闸站的建设
1957年10月《湖北省东西湖围垦防洪排渍工程施工组织设计》中，已经明确了闸站的规划：预计在李家墩建立拱形钢筋混凝土闸站1座，闸站全长27米，内有3孔排水口，每孔净宽5米，高7米。1957年10月下旬，闸站土方工程动工，闸站一切施工事宜由武汉市水利局工程公司负责，土方的开挖与回填由黄冈专区负责。12月23日闸站开始浇筑混凝土，至1958年4月全部完工。

### 验收
1958年8月3日，东西湖围垦工程验收会议在工程指挥部驻汉办事处召开，经过讨论后各单位同意了武汉市水利局副局长涂允成编写的《东西湖围垦工程验收报告》，就此宣告东西湖围垦工程验收完成。

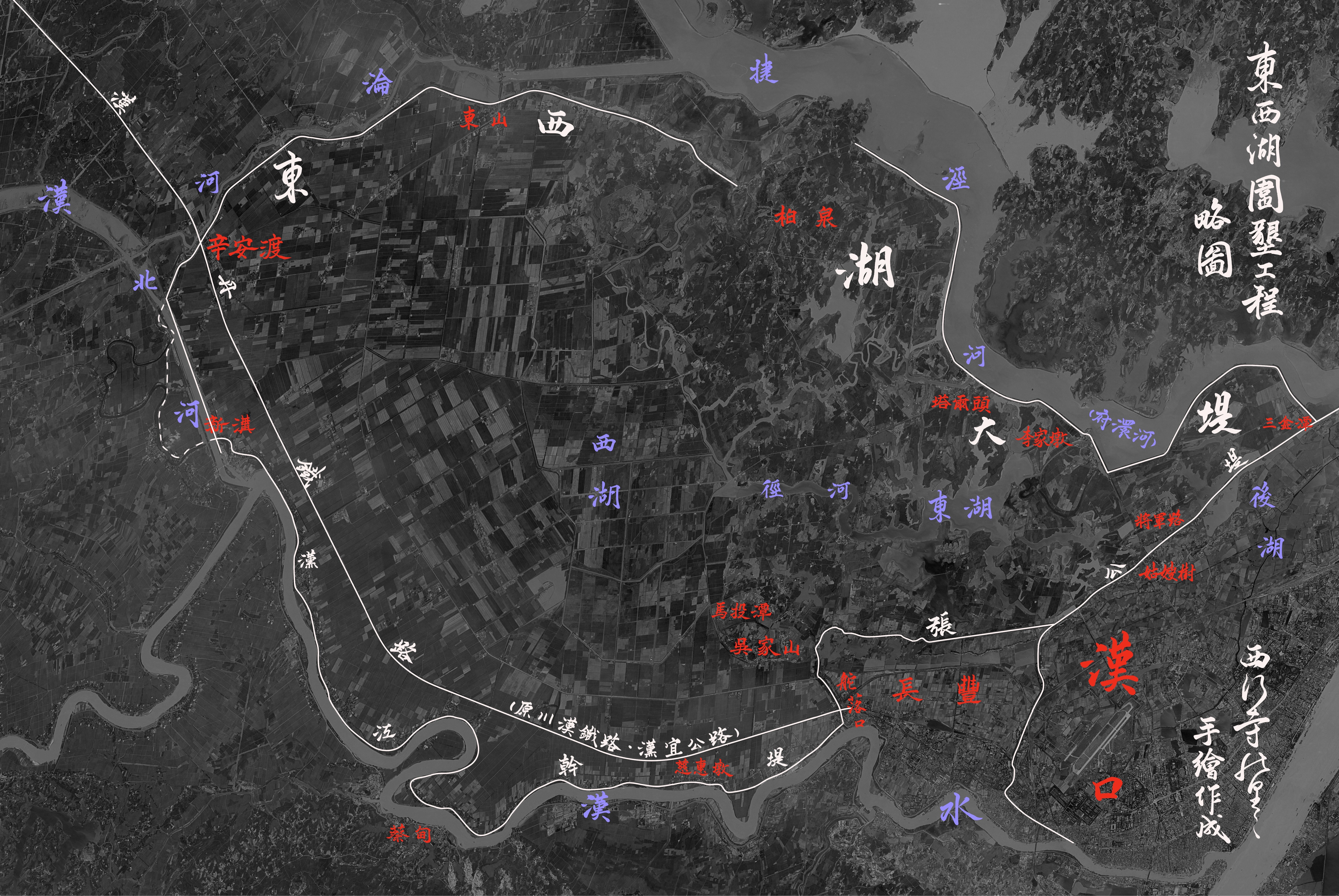

### 东西湖大堤纪念碑
1958年7月1日，为纪念工程竣工，工程指挥部在李家墩闸站附近树立纪念碑一座。碑座长2.7米，宽2.2米，高2.1米，碑座西面为浮雕《东西湖大堤纪念碑文》，余下三面为描绘工地劳动及生产丰收景象的浮雕。碑身长宽皆为1.5米，高4.1米，东西两面碑身中间为隶书“东西湖大堤”五字。

#### 文物保护
1998年5月27日，纪念碑以“东西湖大堤纪念碑”的名义被武汉市人民政府列为第四批武汉市文物保护单位。
其作为文物的保护范围：四周均至碑座外20米。
其作为文物的建设控制地带：东、西、北三面均至保护范围外30米，南至大闸河边。

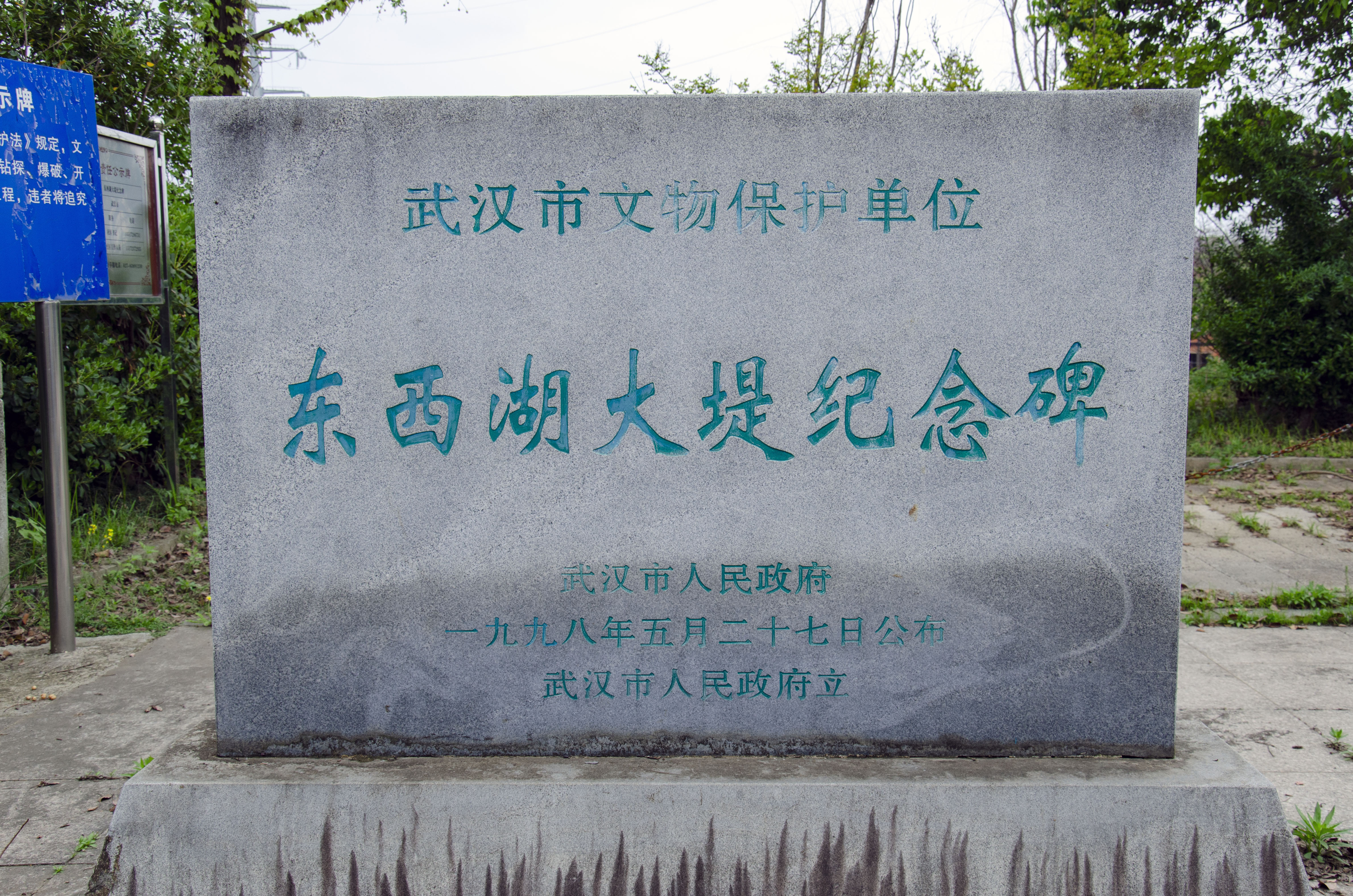
文物保护标志
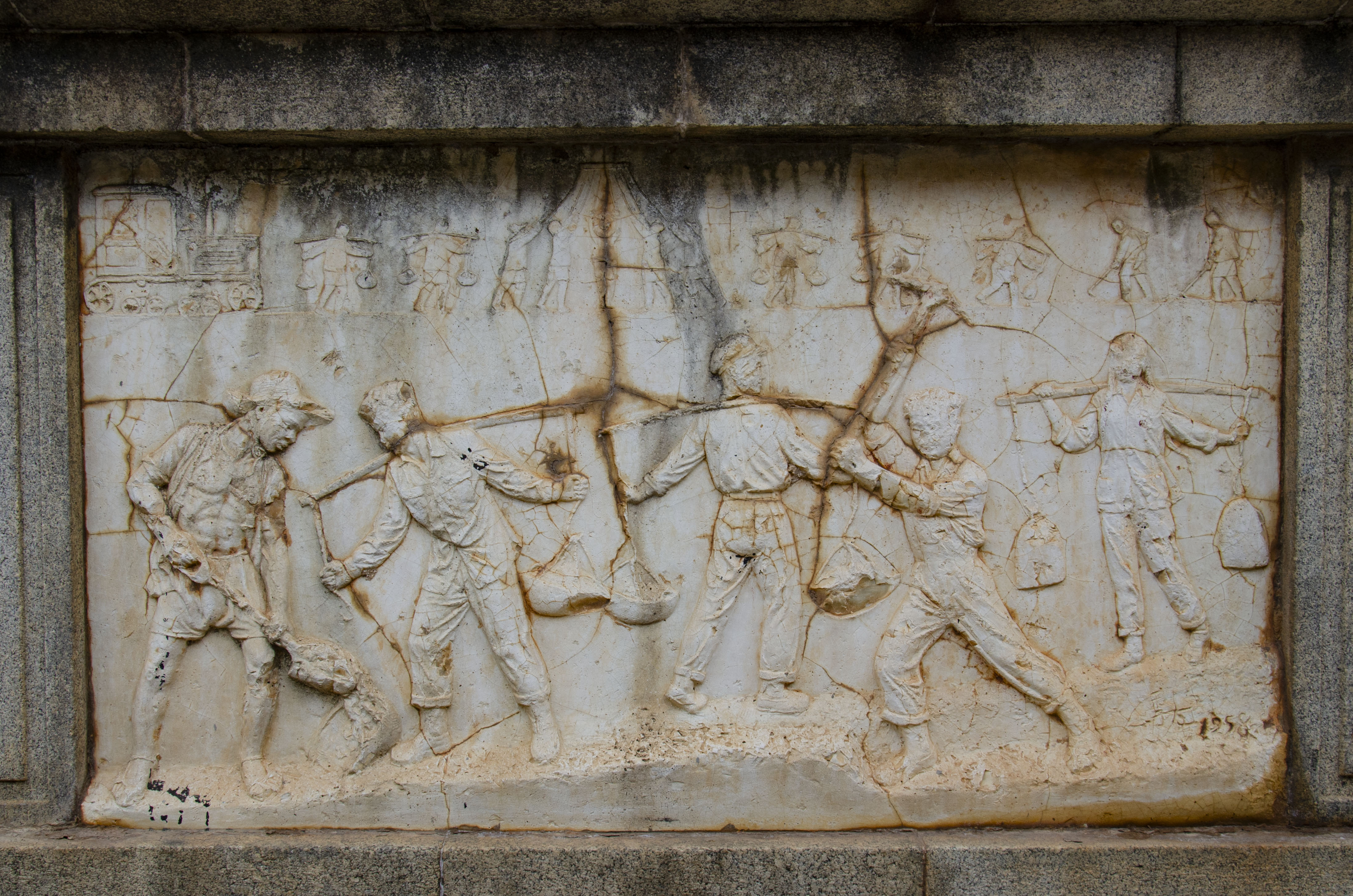
劳动景象浮雕
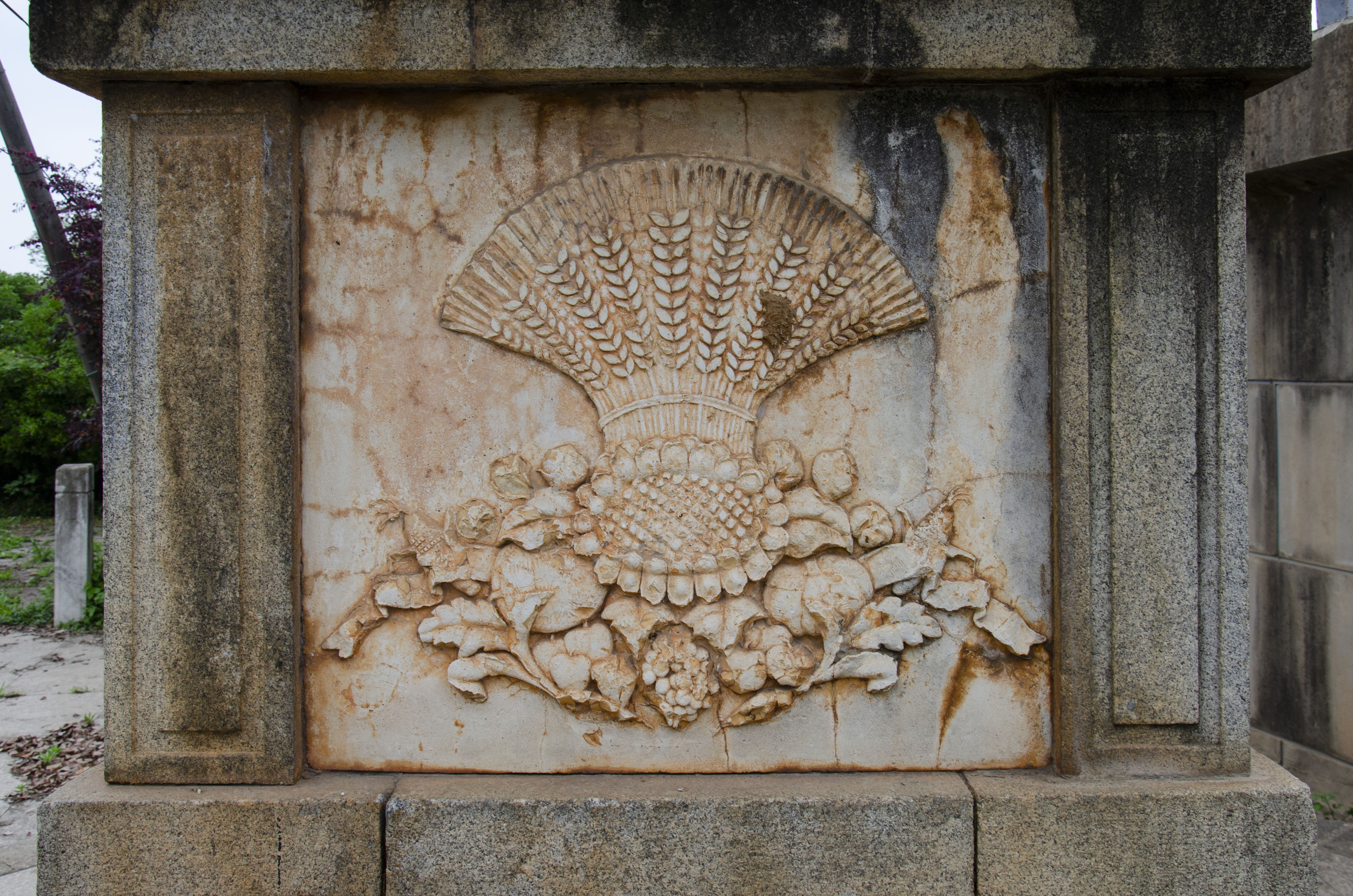
生产丰收景象浮雕

## 后续

### 影响与意义
在防洪方面，451平方公里的东西湖地区自此从湖沼滩涂变成了独立水系，不再受到夏季洪水的威胁。在畜牧方面，至1958年底地区便做到开荒6万亩的成果，大堤建成当年便获得了丰收，自此东西湖地区成为了为武汉提供副食品的一大国营农场群，这一城市近郊农场规模在世界上仅次于苏联斯大林格勒农场以及印度加尔各答农场。在卫生方面，得益于堤防的建立以及农场的建立，原来在地区孳生的钉螺被迅速消灭，东西湖地区人民自此摆脱血吸虫病的困扰。
1957年12月28日，湖北省成立武汉市国营农场管理局管理围垦区各项事宜。1958年10月，武汉市在围垦区建立东西湖区行政建制，区、局合署一个部门。

### 后续维护

#### 堤防培修
1973年，大堤的防洪标准改为最初设计方案，即按照防范1954年洪水为标准进行加高工作，至1997年底52.8公里堤段的加高工作完成。1998年大水后制定了新的防洪设计要求，是而在围堤外加固了防浪台，临水面堤面开始使用混凝土预制护坡外包，截至2000年底防浪台填筑达17.8公里，土方达756万立方米。
另外自1980年代起，东西湖防汛办对既有已老化的防浪林实施更新换代，至90年代每年更新2—3万株，另外还引进了意杨种植与大堤两侧。2022年2月起，东西湖区水务和湖泊局对大堤两侧防护林开启了新一轮的更新栽种。

#### 泵站加建
起初东西湖大堤主要的泵站为李家墩泵站（李家墩一期泵站），1966年在老李家墩泵站以东建成李家墩二期泵站，1972年又在塔尔头建成塔尔头泵站。1985年在汉江干堤新建刘家台泵站。此后东西湖大堤为扩大排涝能力，又在2011年新建白马泾泵站，2020年又新建将军路泵站，预计2024年完工。其中塔尔头泵站在2009年改造后成为东西湖区机组最多、排水量最大的泵站。